# Klebzelle
Als Klebzellen, Colloblasten (auch Kolloblasten), Collozyten oder Lasso-Zellen bezeichnet man einen beim Beutefang eingesetzten Zelltyp der Rippenquallen (Ctenophora). Sie bestehen aus einem halbkugelförmigen Kopf, der durch einen langen Schaft in den Tentakeln oder ihren feinen Seitenfäden, den Tentillen, verankert ist. Der Kopf selbst ist mit zahlreichen feinen Kügelchen übersät, die bei Berührung eine klebrige Substanz freisetzen, so dass die Beute an den Tentakeln haften bleibt.

## Vorkommen und Verteilung

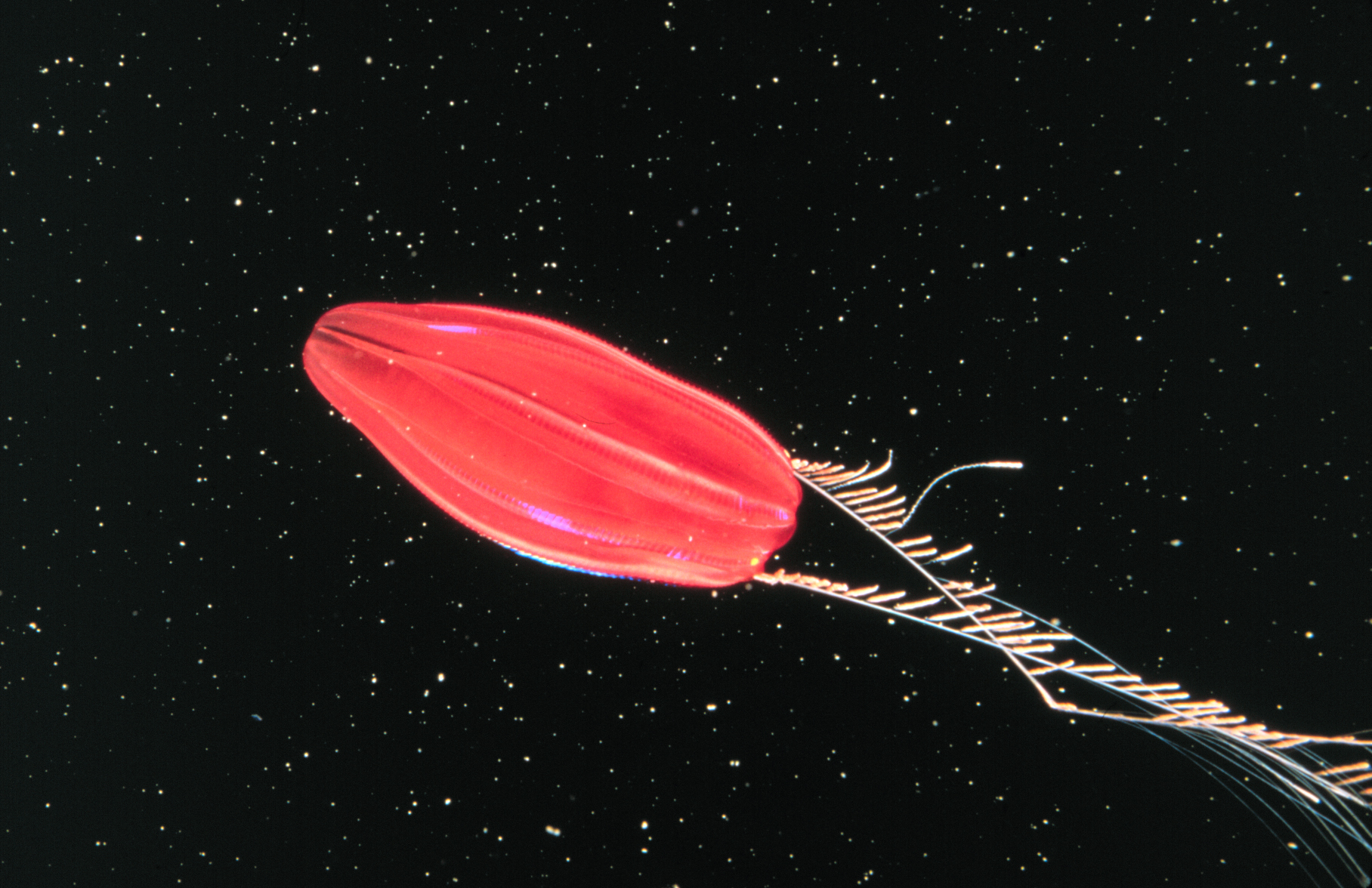
Rote Tortuga mit tentillenbesetzten Tentakeln

Klebzellen finden sich bei allen Tentaculata-Arten der Rippenquallen mit Ausnahme der Vertreter der Gattung Euchlora, welche stattdessen über von ihrer Beute übernommene Nesselzellen verfügen.
Sie kommen ausschließlich in den Tentakeln sowie den darauf sitzenden feinen Querfäden, den Tentillen, vor. Dort bilden sie die Hauptkomponente der Epidermis (Außenhaut), in der sie von Ansammlungen (Clustern) von Sinnes- und Drüsenzellen umgeben sind, die als eine Art Frühwarn- und Kontrollsystem angesehen werden können.

## Struktur
Je nach Art haben Klebzellen von der Schaftspitze bis zum sich kuppelförmig aus der Tentillen- oder Tentakeloberfläche heraushebenden Kopf eine Länge von 10 bis 25 Mikrometern und einen maximalen Durchmesser von 4 bis 10 Mikrometern.
Im Zentrum des Kopfes befindet sich eine sternförmige Struktur, der Sphäroidalkörper, von dem aus zahlreiche feine Fasern (Fibrillen) radial nach außen laufen. Sie münden auf der Kuppeloberfläche jeweils in kugelförmigen Bläschen, die einen Durchmesser von etwa 1 Mikrometer aufweisen. Die dünne Bläschenwand liegt direkt unterhalb der Zellmembran und zerbricht schon unter verhältnismäßig geringer mechanischer Beanspruchung, so dass in diesem Fall der klebrige Inhalt freigesetzt wird, der eine relativ hohe Konzentration der Aminosäure Prolin aufweist, dessen genaue Zusammensetzung jedoch noch ungeklärt ist. Es wird vermutet, dass die Klebewirkung auf der Ausbildung kollagenähnlicher Vernetzungen beruht.
Des Weiteren finden sich im Colloblastenkopf verschiedene Zellorganellen: Mitochondrien, die im Energiestoffwechsel der Zelle eine wichtige Rolle spielen, Zisternen des rauen endoplasmatischen Retikulums, in denen Proteine synthetisiert werden, Golgikomplexe, welche die Weiterverarbeitung und den -transport dieser und anderer Substanzen organisieren, sowie Mikrotubuli, die in erster Linie eine strukturelle Rolle spielen.
Der Schaft besteht aus zwei äußerlich erkennbaren Bestandteilen, dem geradlinigen Axialfilament und dem spiralig um dieses herumgewundenen schlanken Spiralfilament, das als Hohlröhre ausgebildet ist. Beide liegen vollständig im Inneren der Zelle, sind also von der Zellmembran umgeben und über eine dünne Ausbildung dieser miteinander verbunden. Sie funktionieren zusammen als Stoßdämpfer: Heftige Bewegungen, die von Beutetieren im Todeskampf ausgehen, werden auf diese Weise abgefedert und können so die feste Verankerung der Zelle in Tentakel oder Tentillum nicht gefährden.
Die oberen zwei Drittel des Axialfilaments werden von dem langgestreckten, im Zentrum des Schafts gelegenen Zellkern eingenommen. Am unteren Ende läuft das Filament in der kegelförmigen Colloblasten-Wurzel aus, die bis in die Mesoglea, die unterhalb der Epidermis (Außenhaut) gelegene Bindegewebsschicht, reicht.
Das Spiralfilament entspringt am Sphäroidalkörper im Zentrum des Colloblasten-Kopfes und windet sich von dort ausgehend mehrmals um das Axialfilament. Die Zahl der Windungen ist artspezifisch und hängt mit der Aktivität der typischen Beutetiere zusammen: Je höher die Gefahr ist, dass strampelnde Beute, die sich verfangen hat, die Colloblasten durch die starke mechanische Beanspruchung aus ihrer Verankerung reißt, desto mehr Windungen finden sich; bei den auf Ruderfußkrebse spezialisierten Rippenquallen der Gattung Euplokamis sind es zum Beispiel elf. Schließlich mündet das Spiralelement in die Colloblastenwurzel ein und verschmilzt dort mit dem Axialfilament.
Die Wurzel selbst ist von einer mehrschichtigen extrazellulären Trennwand, der Basallamina, umgeben. In unmittelbarer Nähe befinden sich meist Synapsen von Nervenzellen, was zu der bisher unbewiesenen Vermutung geführt hat, dass an der Auslösung der Colloblastenreaktion ähnlich wie bei den Nesselzellen Nervenimpulse beteiligt sind.

## Zellentwicklung und -degeneration
Klebzellen werden an der Tentakelwurzel gebildet. An ihrer Differenzierung wirken Hilfszellen mit, die nach der vollständigen Ausbildung der Zelle degenerieren. Ihre Überreste sind in elektronenmikroskopischen Aufnahmen oft als dunkle Fragmente auf dem Colloblastenkopf sichtbar.
Das Spiralfragment wird von manchen Wissenschaftlern als modifizierte Geißel angesehen. Dafür spricht, dass seine Entwicklung von einem Basalkörper ausgeht. Im embryonalen Stadium sind zudem oft noch neun Mikrotubuli vorhanden, die in der für Eukaryoten-Geißeln typischen Weise angeordnet sind. Die Colloblastenwurzel entspricht nach dieser Ansicht evolutionsgeschichtlich einer Geißel-Wurzel.
Nach Kontakt mit einem Beutetier und der mit einer Zerstörung der Zellmembran einhergehenden Aktivierung der Klebekörperchen degenerieren die Klebzellen und müssen zusammen mit dem gesamten Tentillum oder Tentakelabschnitt komplett ersetzt werden. Dieser Ersetzungsprozess findet permanent statt, kann bei Zerstörung großer Tentakelabschnitte aber beschleunigt werden. Die Ersetzung eines ganzen Tentakelarms dauert auf diese Weise nur etwa einen halben Tag.

## Forschungsgeschichte
Colloblasten wurden erstmals im Jahre 1844 durch den Naturalisten J. G. F. Will in seiner Veröffentlichung
Horae Tergestinae: Beschreibung und Anatomie der im Herbste 1843 bei Trieste beobachteten Akalephen.
erwähnt. Die Tübinger Zoologin Gertrud Benwitz beschrieb 1978 nach elektronenmikroskopischen Untersuchungen erstmals die Differenzierung dieser Zellen.